# 5 to 7
5 to 7 es una película romántica estadounidense escrita y dirigida por Victor Levin y protagonizada por Anton Yelchin, Bérénice Marlohe, Olivia Thirlby, Lambert Wilson, Frank Langella y Glenn Close. Yelchin interpreta a Brian, un escritor de 24 años de edad que tiene un romance con una mujer francesa casada de 33 años, Arielle (Marlohe). Arielle y su esposo de mediana edad, Valéry (Wilson), tienen un acuerdo que les permite tener asuntos extramatrimoniales siempre y cuando estén confinados de las 5 a 7 p. m. Se estrenó en el Festival de Cine de Tribeca el 19 de abril de 2014. También se proyectó en el Festival de Cine de la Ciudad de Traverse 2014, donde ganó el Premio del Público a la Mejor Película estadounidense. La película fue estrenada teatralmente el 3 de abril de 2015 por IFC Films . Recaudó $674,579 en la taquilla mundial y recibió críticas mixtas y positivas de los críticos.

## Reparto
| Actor            | Personaje        |
| ---------------- | ---------------- |
| Anton Yelchin    | Brian Bloom      |
| Bérénice Marlohe | Arielle Pierpont |
| Olivia Thirlby   | Jane Hastings    |
| Lambert Wilson   | Valéry Pierpont  |
| Glenn Close      | Arlene Bloom     |
| Frank Langella   | Sam Bloom        |
| Eric Stoltz      | Jonathan Galassi |

## Producción
La historia de Amantes de 5 a 7 se inspiró en una pareja con la que el escritor y director Victor Levin que conoció en Francia en 1987. La pareja tenía un matrimonio abierto ; cada cónyuge tenía un amante extramarital y, según Levin, "todos eran terriblemente civilizados con el acuerdo". Después de conocer a la pareja, Levin "archivó" la idea hasta que pudo encontrar la manera de incorporarla en una historia más amplia. Él concibió la trama completa después del nacimiento de sus hijos a principios de la década de 2000. Levin escribió el primer borrador de la película en marzo de 2007. Su agente en William Morris Endeavourle presentó a Julie Lynn, quien leyó el guion y aceptó producirlo. En 2011, Lynn se asoció con Bonnie Curtis, quien también se convirtió en productora de la película. El proyecto se mantuvo en desarrollo durante siete años debido a las dificultades para encontrar actores "aptos para la taquilla" apropiados cuyos horarios se alinearan. El presupuesto fue financiado principalmente por Demarest Films, con fondos adicionales de inversionistas privados, incluidos Sam Englebardt, David Greathouse y Bill Johnson.

## Lanzamiento
5 a 7 se estrenó en el Festival de Cine de Tribeca el 19 de abril de 2014, y pasó a ser proyectada en el Festival de Traverse City Film , Festival de Cine de Savannah, Festival de Cine de Denver , Palm Springs International Film Festival , Festival de Cine de Cinequest , [10] Hamptons International Film Festival , Carmel International Film Festival, Virginia Film Festival Boulder International Film Festival , y Bermuda International Film Festival. Ganó el Premio del Público a la Mejor Película Estadounidense en el Festival de Cine de Traverse City, y fue nominado a Mejor Película Narrativa en el Festival Internacional de Cine de las Bermudas.
IFC Films adquirió los derechos de distribución de la película en Estados Unidos en junio de 2014. Fue estrenada teatralmente el 3 de abril de 2015 en Nueva York y Los Ángeles, recaudando $ 18,006 de dos ubicaciones en su primer fin de semana. Más tarde se expandió a 27 teatros y obtuvo un total de $ 162,685 de seis semanas en teatros estadounidenses. Fuera de los Estados Unidos, la película tuvo más éxito en México (donde recaudó $ 259,757) y Rusia (donde recaudó $ 120,909); obtuvo un total de $ 511,894 a nivel internacional, lo que hace un total bruto mundial de $ 674,579.